# Архипова, Татьяна Григорьевна
Татья́на Григо́рьевна Архи́пова (род. 2 апреля 1941, Московская область, РСФСР, СССР) — советский, российский историк, специалист в области истории России, политической истории, истории российской государственности, истории государственных учреждений, истории общественных организаций. Доктор исторических наук (1992), профессор (1995), заведующая кафедрой государственных учреждений и общественных организаций Российского государственного гуманитарного университета (с 1994). Заслуженный профессор РГГУ. Автор около 300 научных и учебно-методических трудов, в том числе двух учебников и семи монографий.

## Биография
Татьяна Григорьевна Архипова родилась 2 апреля 1941 года в Московской области (РСФСР, СССР).
В 1963 году окончила Московский государственный историко-архивный институт (МГИАИ), факультет архивного дела.
В 1963—1969 годы — заведующая архивом и библиотекой Конструкторского бюро Главного управления сигнализации и связи Министерства путей сообщения (КБ ЦШ МПС).
С 1969 года — работа в Московском государственном историко-архивном институте (МГИАИ): преподаватель, старший преподаватель, доцент, профессор, заведующая кафедрой государственных учреждений и общественных организаций (с 1994), декан факультета документоведения РГГУ (1999—2013).
В 1970 году в МГИАИ защитила диссертацию на соискание учёной степени кандидат исторических наук. Тема — «Высшие комитеты России второй четверти XIX в. (К истории кризиса феодально-крепостнического государства)». В 1992 году в РГГУ — диссертацию на соискание учёной степени доктора исторических наук. Тема — «Высшие и центральные государственные учреждения СССР в годы Великой Отечественной войны 1941—1945 гг. (Организация и основные направления деятельности)».
Учёное звание — профессор (1995).
Член диссертационного совета Д 212.198.07 по историческим наукам (РГГУ).

## Сфера научных интересов
История России, политическая история, история государственных учреждений России.

## Основные печатные труды

### Монографии, коллективные монографии
- Архипова Т. Г. Государственный аппарат РСФСР в годы Великой Отечественной войны (1941—1945 гг). — М.: 1981.
- Архипова Т. Г. Управление местной промышленностью и промысловой кооперацией РСФСР в годы Великой Отечественной войны 1941—1945 гг. — М.: 1985.
- Архипова Т. Г. Советы Московской области в годы Великой Отечественной войны 1941—1945 гг. — М.: 1989;
- Архипова Т. Г. (в соавторстве). Административно-территориальное устройство России. История и современность. — М.: 2003.
- Архипова Т. Г. (в соавторстве). Представительная власть в России: история и современность. — М.: 2004.
- Архипова Т. Г. (в соавторстве). Административные реформы в России: история и современность. — М.: 2006.
- Архипова Т. Г. (в соавторстве). История железных дорог России. ХIX—XXI вв. — М.: 2012.

### Учебники, учебные пособия
- Архипова Т. Г., Сенин А. С., Румянцева М. Ф. История государственной службы России. XVIII—XX века. Учебное пособие. — М.: 1999.
- Архипова Т. Г. Государственность современной России: Учебное пособие. — М.: 2003.
- Архипова Т. Г., Малышева Е. П. Современная организация государственных учреждений России. Учебник для вузов. — М.: 2006, 2007.
- Архипова Т. Г., Бахтурина А. Ю., Киличенков А. А., Крушельницкий А. В., Сенин А. С., Шаповалова Л. Д., Шацилло В. К. Военные архивы: Программы дисциплин бакалавриата по направлению № 034700 — «Документоведение и архивоведение». — М.: Изд. «Спутник+», 2012. — 83 с. — ISBN 978-5-903630-08-0
- Архипова Т. Г., Малышева Е. П. Организация государственных учреждений в России: 1917—2013. Учебник для вузов. — М.: 2014.

### Основные статьи
- Архипова Т. Г. The problem of orphans and the solution in modern Russia: the institutional dimension // Revista INFAD. 2013. № 1. Vol. 1.
- Архипова Т. Г. Институт земств в системе управления Российского государства/ Земское самоуправление в истории России: К 150-летию земской реформы. Материалы международной научно-практической конференции (Москва, 22 — 23 мая 2014 г.) М.-СПб.: ИРИ РАН, Центр гуманитарных инициатив. — М.: 2015.
- Архипова Т. Г. Отец глазами сына: воспоминания С. Н. Хрущева как исторический источник // Актуальные проблемы источниковедения: Материалы 1У Международной научно-практической конференции к 420-летию дарования городу Витебску магдебургского права. Витебск, 20—21 апреля 2017 г. // Витебский государственный университет. — Витебск: 2017.
- Архипова Т. Г. Особенности советской парламентской системы и формирование её правовой базы // Вестник Дипломатической академии МИД России. Россия и мир. 2017. № 2(12).
- Архипова Т. Г. Современная российская государственность и перспективы её модернизации // Вестник РГГУ. Научный журнал, серия «История. Филология, Культурология. Востоковедение». 2017. № 8 (29).
- Архипова Т. Г., Сенин А. С. Кафедре истории государственных учреждений и общественных организаций — 65 лет // Вестник РГГУ. Научный журнал, серия «Документоведение и архивоведение. Информатика. Защита информации и информационная безопасность». 2017. № 2 (8).
- Архипова Т. Г., Андреев М. А. Становление новых властных институтов. Октябрь 1917 — июль 1918 г. // Российская революция 1917 года: власть, общество, культура: в 2 т. / Отв. ред. Петров Ю. А. — М.: РОССПЭН 2017, Т. 1. Разд. V. Гл. 6.
- Архипова Т. Г. Организация и деятельность государственного аппарата России в первые месяцы советской власти в отечественной историографии // Великая российская революция. 1917: сто лет изучения: Материалы международной научной конференции (Москва, 9-11 октября 2017 г.). — М.: ИРИ РАН. 2017.

### Воспоминания
- Архипова Т. Г. Предисловие // Российская государственность: традиции, преемственность, перспективы: Материалы II Чтений памяти профессора Т. П. Коржихиной 26—27 мая 1999 г. — М.: 1999. С. 9—10.
- Архипова Т. Г. Николай Петрович Ерошкин: о моём Учителе // Учителя учителей. Очерки и воспоминания. — М.: Изд. РГГУ, 2009. С. 40—50. — ISBN 978-5-7281-1099-6
- Архипова Т. Г. Николай Петрович Ерошкин: человек и учёный, определивший мою судьбу // Новый исторический вестник. 2010. № 24. С. 110—123.
- Архипова Т. Г. Мои незабвенные: Ерошкин, Степанский, Смирнова, Муравьёв // «Новый исторический вестник» к 80-летию МГИАИ-РГГУ: избранное, 2005—2010. — М.: 2011.
- Архипова Т. Г. Памяти Т. П. Коржихиной // Государство и общество России в XX—XXI вв.: Новые исследования [Сб. статей]. — М.: РГГУ, 2013. С. 9—15.

## Государственные награды, почётные звания
- Медаль «В память 850-летия Москвы»
- Почётный работник высшего профессионального образования Российской Федерации
- Почётный архивист
- Заслуженный профессор Российского государственного гуманитарного университета
- Почётный профессор Петрозаводского государственного университета
- Ветеран труда
- Академик Международной академии информатизации[2]

## Интервью
- Интервью с Татьяной Архиповой. (Беседовала Землякова Елизавета) // Сайт ВШЭ, 28.11.2012